# Google财经
Google財經（Google Finance）是Google在2006年3月21日發布的網站。該服務主要為許多公司的商業及企業頭條，包含其財政決策和重大新聞事件。也有股市資訊，以Flash顯示股價圖表。該網站還匯集Google资讯和Google博客搜索裡每家公司的相關文章，但其連結並沒有經過篩選，且往往被認為不可信。2008年11月18日，Google在上面刊登廣告，至今仍是免費。
2006年12月12日，Google推出改版，採用新的網頁設計，讓使用者可以看見貨幣資訊、各類股在美國市場的表現和一天中的重要新聞。此次改版還包含了美國40年來的股市數據和更豐富的投資組合。2008年6月，與纳斯达克和纽约证券交易所合作，新增即時股票更新的功能。

## 外部連結
- Google Finance U.S.（页面存档备份，存于）（英文）
  - Google财经中国版 （页面存档备份，存于）（简体中文）
  - Google財經香港版 （页面存档备份，存于）（繁體中文）